# U-Bahnhof Flughafen
Der U-Bahnhof Flughafen (Abkürzung: FL) wurde als 39. U-Bahnhof der Nürnberger U-Bahn am 27. November 1999 eröffnet, womit Nürnberg seit Schließung des Flughafens Tempelhof in Berlin im Jahr 2008 die einzige Stadt in Deutschland ist, deren Flughafen mit der U-Bahn zu erreichen ist. Er ist 2388 m vom U-Bahnhof Ziegelstein entfernt und Endbahnhof der Linie U2. Der Abstand zwischen den U-Bahnhöfen Ziegelstein und Flughafen ist der größte im Nürnberger U-Bahn-Netz.
Täglich werden zwischen 3.000 und 4.500 Einsteiger gezählt (Mo–Fr, 2019). Bei Veranstaltungen im Juli 2023 wurden bis zu 13.700 Einsteiger pro Tag gezählt. Seit der Verlängerung der Straßenbahn Nürnberg (Linie 4) nach „am Wegfeld“ im Nürnberger Norden und der Umgestaltung des Busnetzes im Norden Nürnbergs ist der U-Bahnhof auch ein wichtiger Umsteigepunkt zwischen den Buslinien 30 (nach Erlangen) und 33 (nach Fürth) und der U-Bahn.

## Lage und Infrastruktur

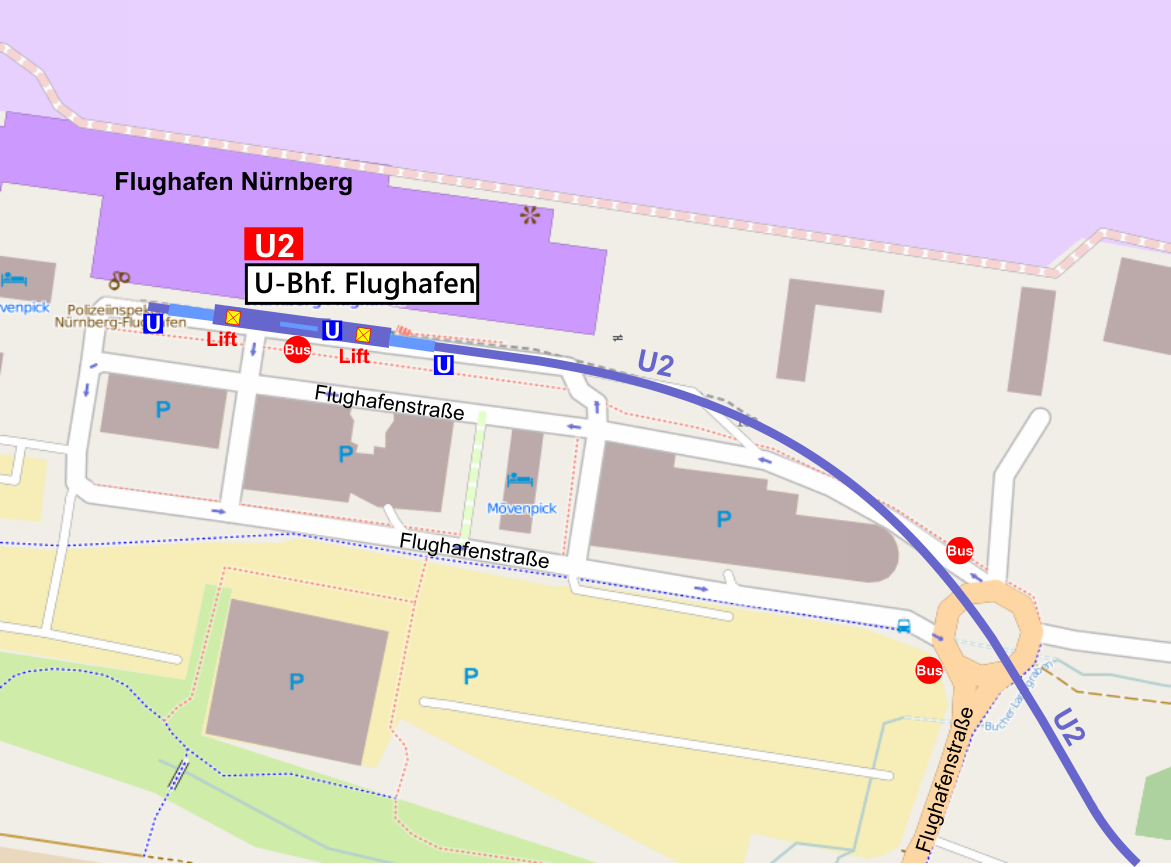
Lageplan U-Bhf. Flughafen

Der Bahnhof erstreckt sich in Ost-West-Ausrichtung nördlich der Flughafenstraße vor dem Terminalgebäude des Flughafens. Er verfügt über drei direkte Aufgänge zur Oberfläche, die an den Terminals Abflug 1 und 2 sowie Ankunft liegen. Je ein Aufzug an jedem Bahnsteigkopf verbindet die Bahnsteigebene mit der Oberfläche. Der U-Bahnhof verfügt über keine Kehrgleise, so dass direkt am Bahnsteig kurz gewendet werden muss. Da die Streckengleise relativ kurz hinter dem Ende der Bahnsteige in einem Prellbock enden und dadurch nur ein kurzer Durchrutschweg verfügbar ist, erfolgt die Einfahrt in den Bahnhof verhältnismäßig langsam. Anders als die meisten anderen Endpunkte der Nürnberger U-Bahn verfügt der Bahnhof nicht über eine Abstellanlage, sodass Züge nur am Gleis oder durch Betriebsfahrt von der Abstellanlage kurz hinter dem Bahnhof Ziegelstein bereitgestellt werden können.
Aufgrund der zum Zeitpunkt des Baus angespannten Haushaltslage der Stadt Nürnberg wurde die Strecke zwischen „Ziegelstein“ und Flughafen nur eingleisig gebaut um Kosten zu sparen. Dies begrenzt die mögliche Taktfrequenz für Züge zum Flughafen, so dass im täglichen Betrieb ein Zug alle zehn Minuten zum Flughafen fährt, während die anderen Züge der U2 in Ziegelstein enden bzw. einsetzen. Bis Dezember 2017 wurden diese Züge in Richtung Ziegelstein als „U21“ bezeichnet. Seitdem können Fahrgäste (nur) der Zugzielanzeige entnehmen ob ein Zug der U2 den Flughafen bedient. Obwohl zwischen Ziegelstein und Flughafen nur ein Streckengleis vorhanden ist, ist der Bahnhof zweigleisig gebaut, auch wenn üblicherweise nur am nördlichen (näher am Terminal gelegenen) Gleis Züge Fahrgäste aufnehmen. Das zweite Streckengleis endet in Richtung Ziegelstein mit einem Tunnelstutzen, der als Bauvorleistung eine Erweiterung auf zwei Streckengleise erleichtern soll.

## Bauwerk und Architektur

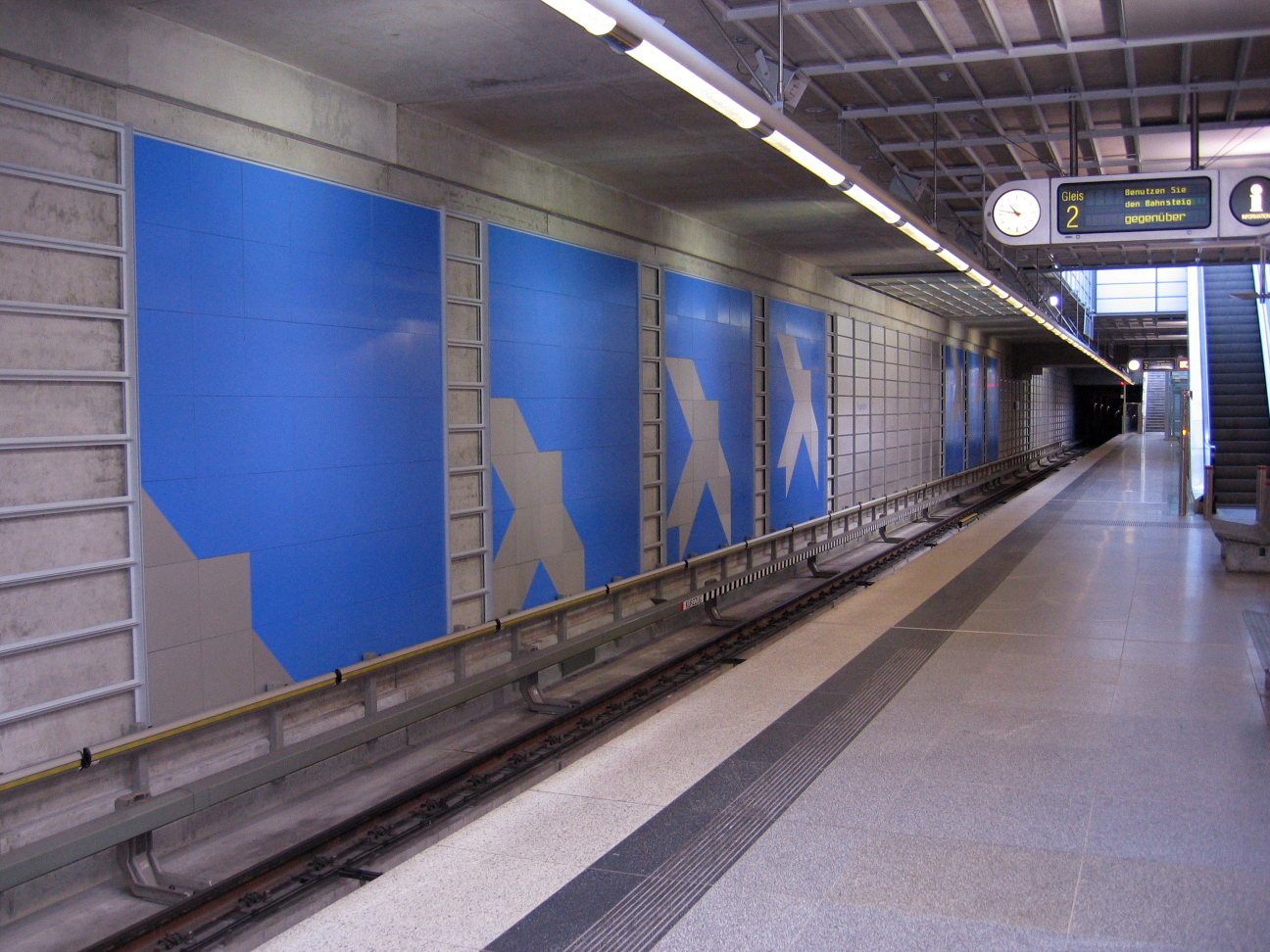
Mosaik von Toni Burghart

Das Bahnhofsbauwerk ist 230 m lang, 15 m breit und 9 m tief (einfache Tiefenlage). Die Bauarbeiten dafür begannen am 2. September 1996 und wurden in offener Bauweise mit Berliner Verbau ausgeführt. Der Zugang zu den Terminals wurde während der Bauzeit mit temporären Hilfsbrücken über dem Bahnhofsbauwerk aufrechterhalten.
Die Bahnhofsgestaltung lehnt sich an das Terminal an und ist durch die Verwendung von Aluminium- und Stahlelementen geprägt. An der nördlichen Bahnsteigwand ist ein vierteiliges Mosaik eines startenden bzw. landenden Flugzeuges angebracht, das der Nürnberger Künstler Toni Burghart gestaltet hat. Im Rahmen der Umbenennung des Flughafens nach Albrecht Dürer 2014 wurden an den südlichen Wänden hinter den Gleisen leicht verfremdete Abbilder von Werken Dürers sowie Erklärungstafeln platziert, welche sich (Stand 2023) seither dort befinden. Die dargestellten Werke sind sein Selbstbildnis im Pelzrock, Dürers Rhinocerus sowie Dürers Hase.
In der Bahnhofsdecke befinden sich fünf große, rechteckige Öffnungen, die Tageslicht auf den Bahnsteig fallen lassen. Der gesamte Bereich über dem U-Bahnhof ist von einem rund 5000 m² großen Glasdach überspannt.

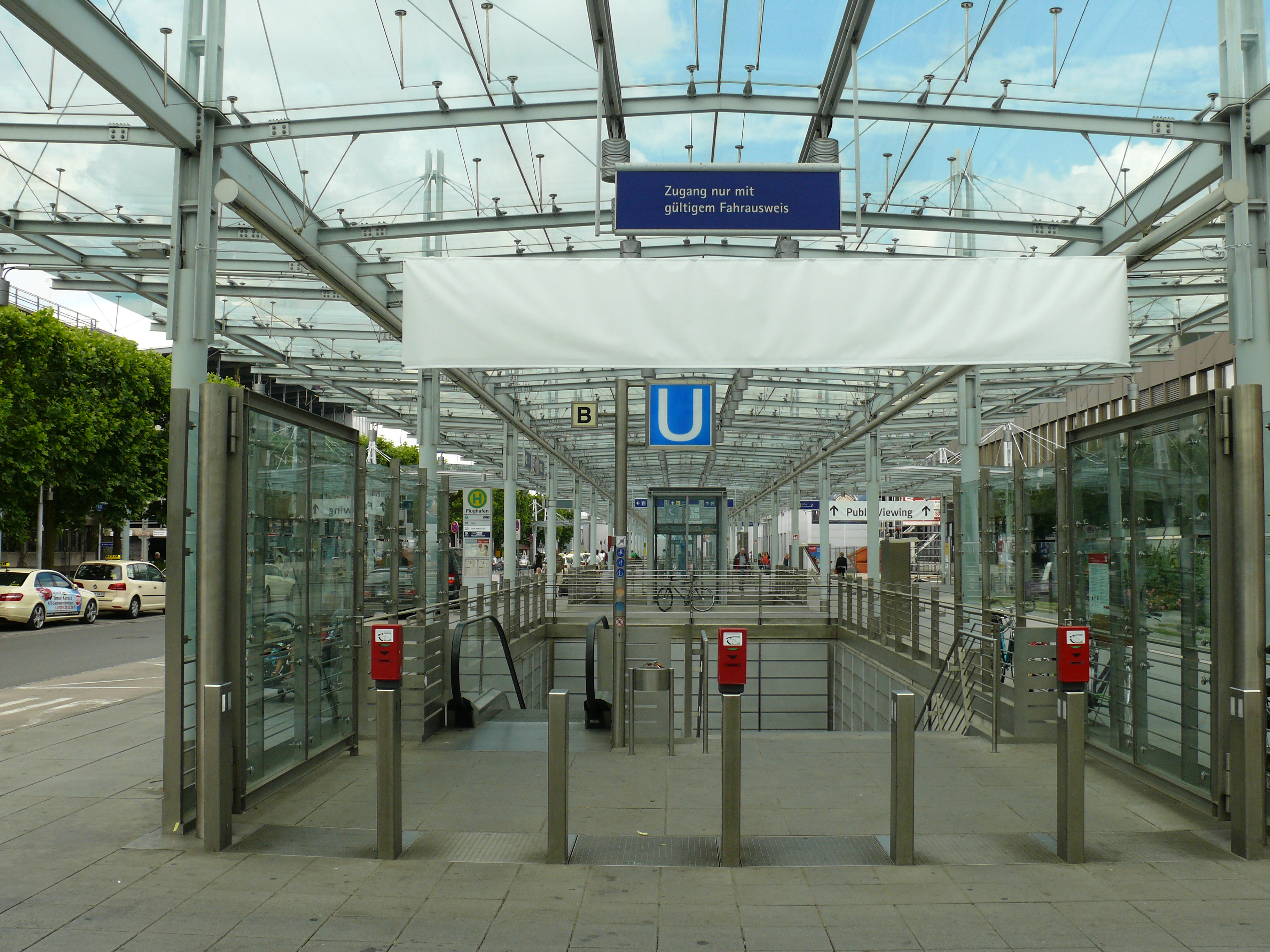
Zugänge an der Oberfläche
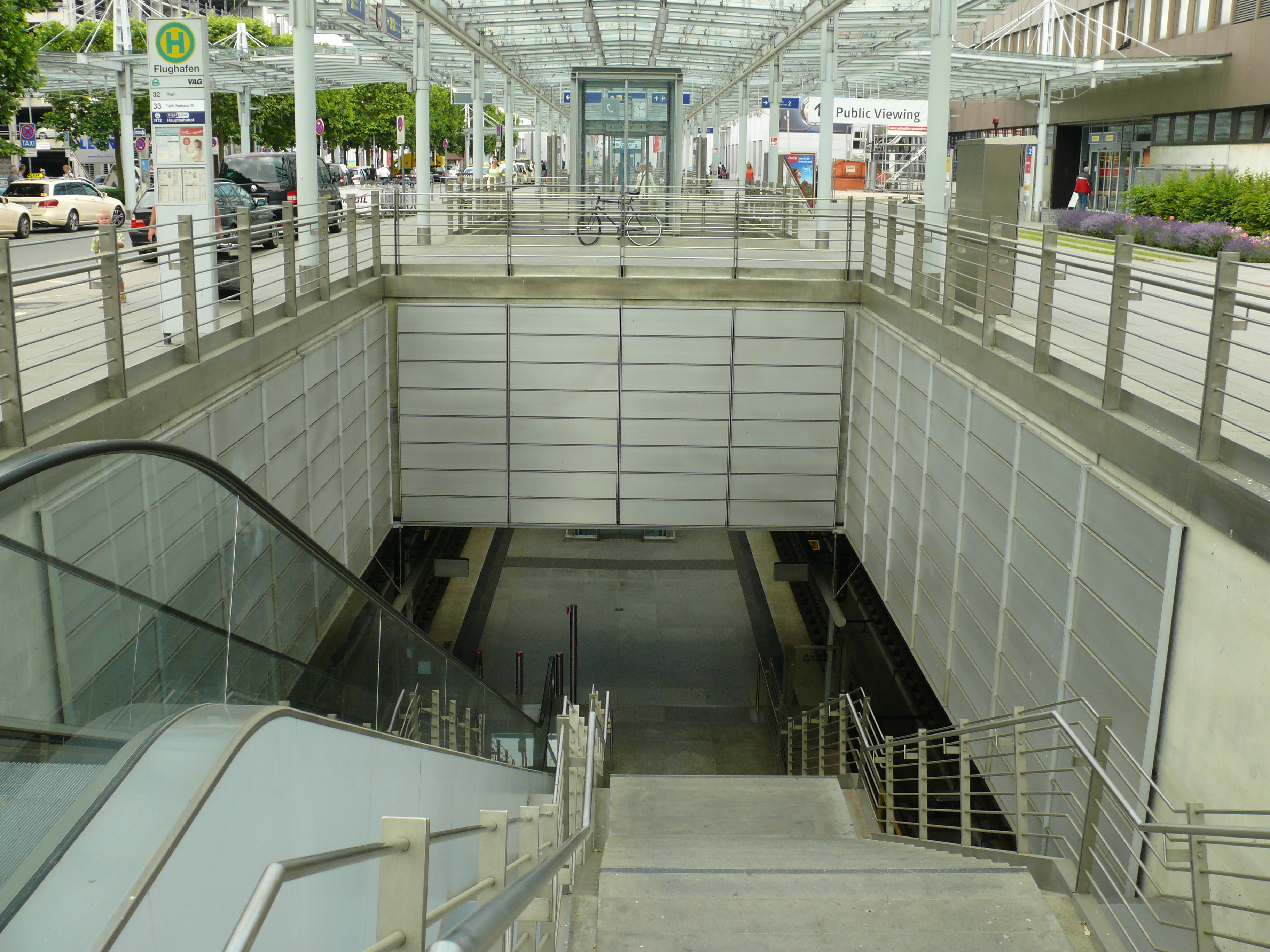
Blick auf die Bahnsteigebene.
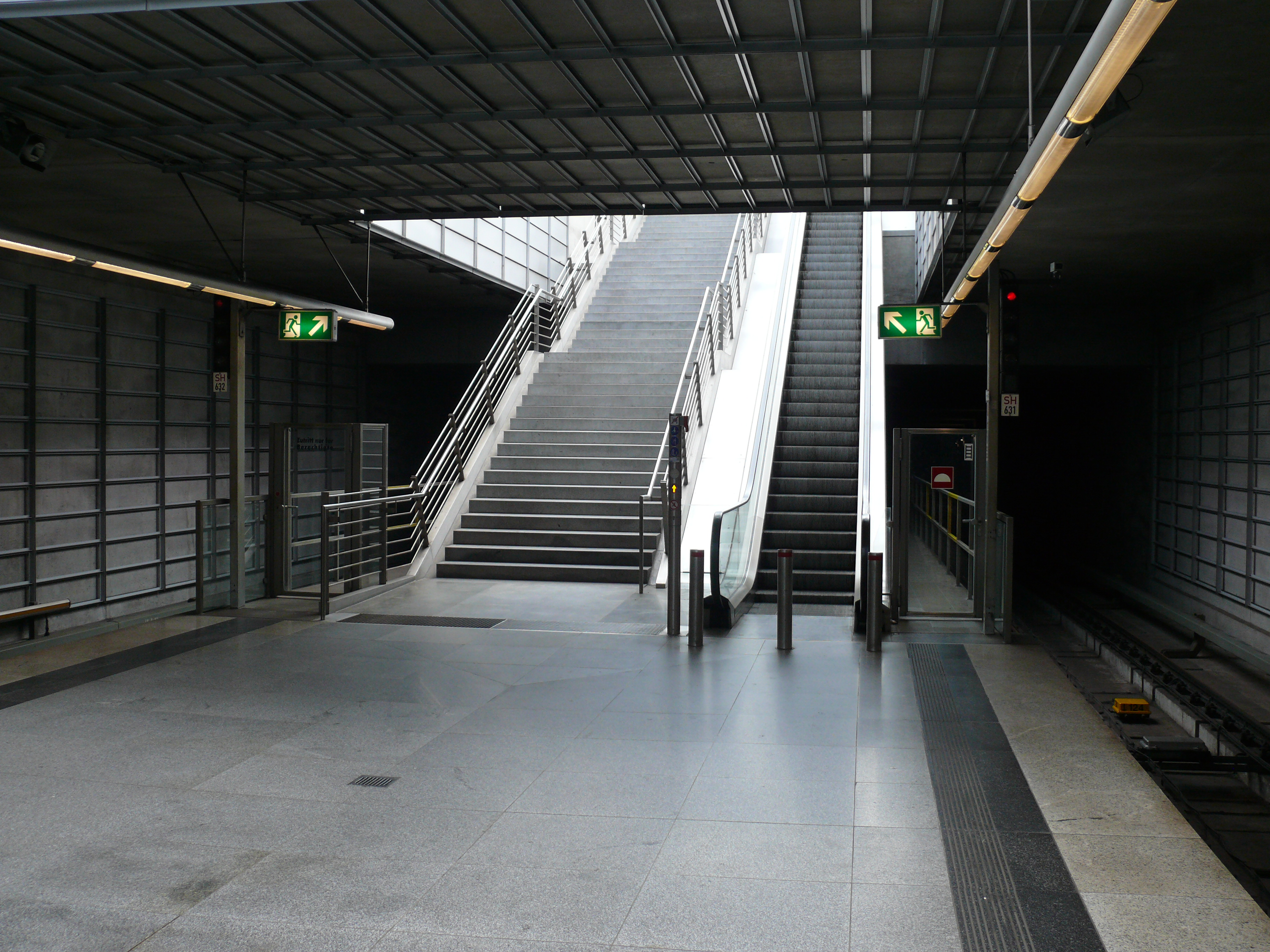
Südlicher Aufgang zur Oberfläche
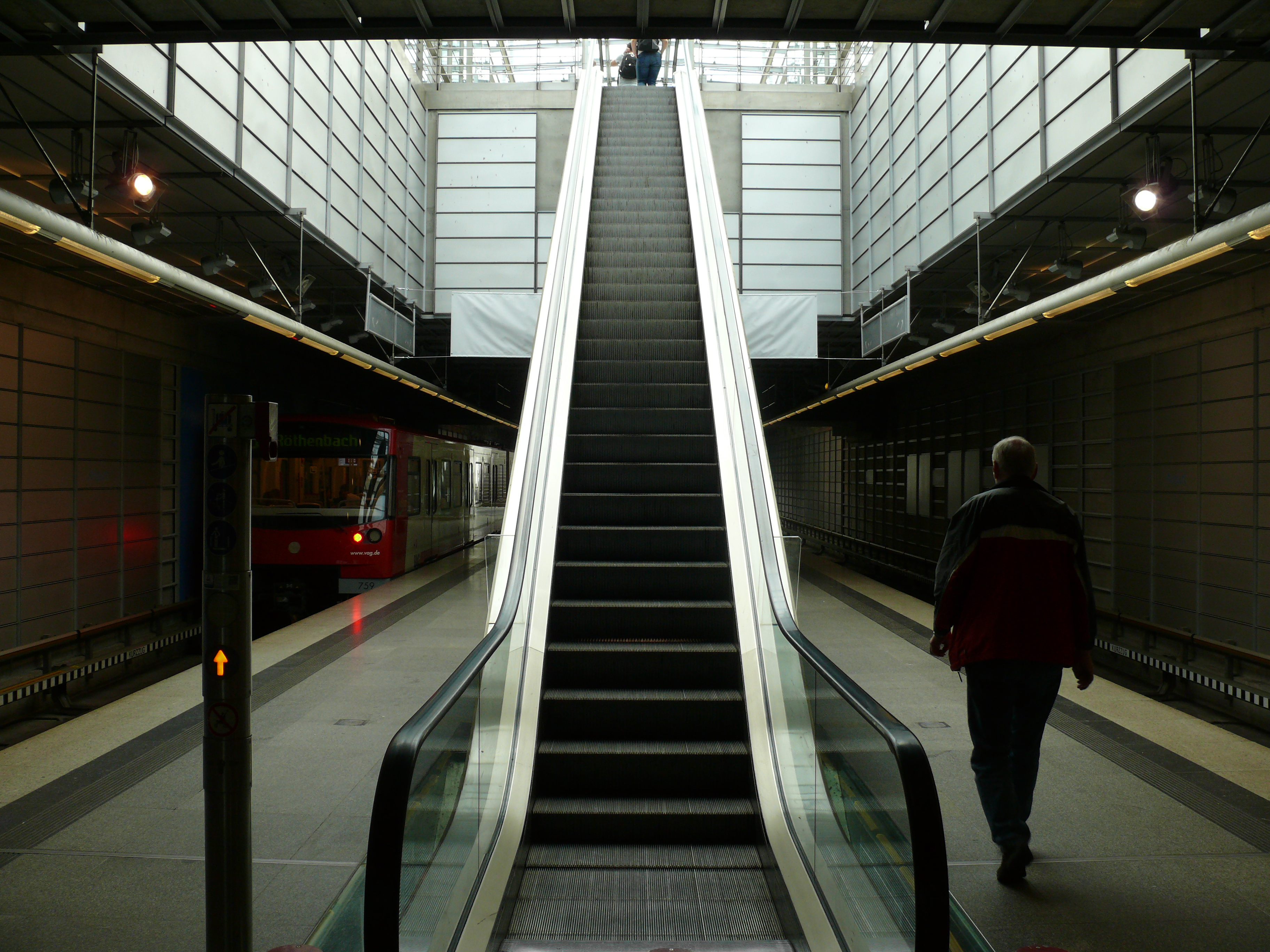
Einzelne Rolltreppe
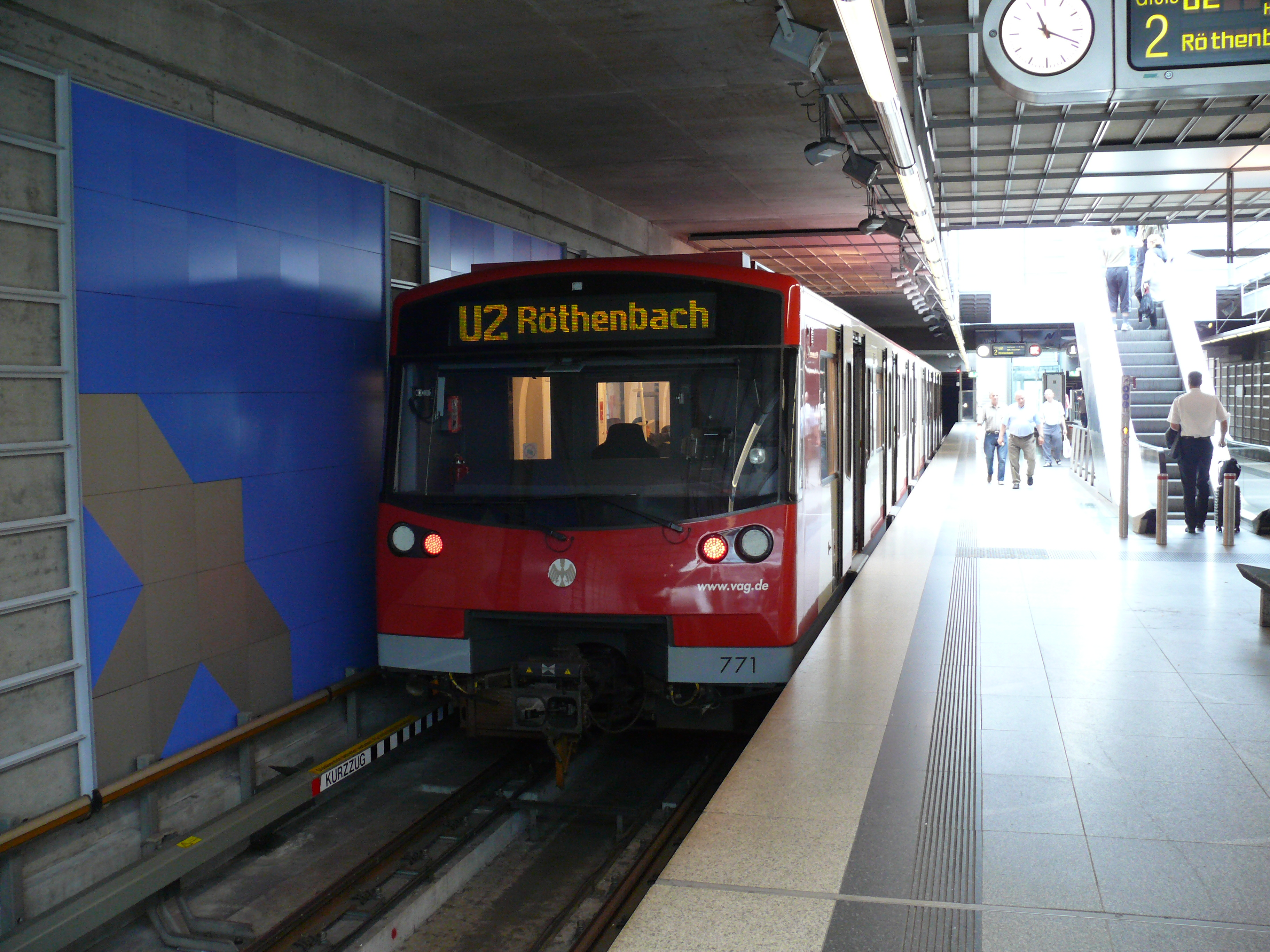
DT3 am Endpunkt der U2

## Linien
| Linie | Verlauf | Takt   |
| ----- | --- | ------ |
| U2    | Röthenbach – Hohe Marter – Schweinau – St. Leonhard – Rothenburger Straße – Plärrer – Opernhaus – Hauptbahnhof – Wöhrder Wiese – Rathenauplatz – Rennweg – Schoppershof – Nordostbahnhof – Herrnhütte – Ziegelstein – Flughafen Stand: Fahrplanwechsel Dezember 2023 | 10 min |

Umsteigemöglichkeiten
| Linie            | Verlauf |
| ---------------- | --- |
| Buslinie 30      | Nürnberg Nordostbahnhof – Herrnhütte – Nordostpark – Ziegelstein – Flughafen – Am Wegfeld – Buch – Boxdorf – Erlangen Süd – Gebbertstraße – Neuer Markt – Arcaden – Erlangen Bahnhof – Hugenottenplatz |
| Buslinie 33      | Flughafen – Lohe – Almoshof – Buch – Höfles – Ronhof – Fürth Rathaus – Fürth Hauptbahnhof |
| Nachtbuslinie 12 | Hauptbahnhof – Rathenauplatz – Rathaus – Maxfeld – Kleinreuth h.d.V. – Lohe – Flughafen |

## Sonstiges

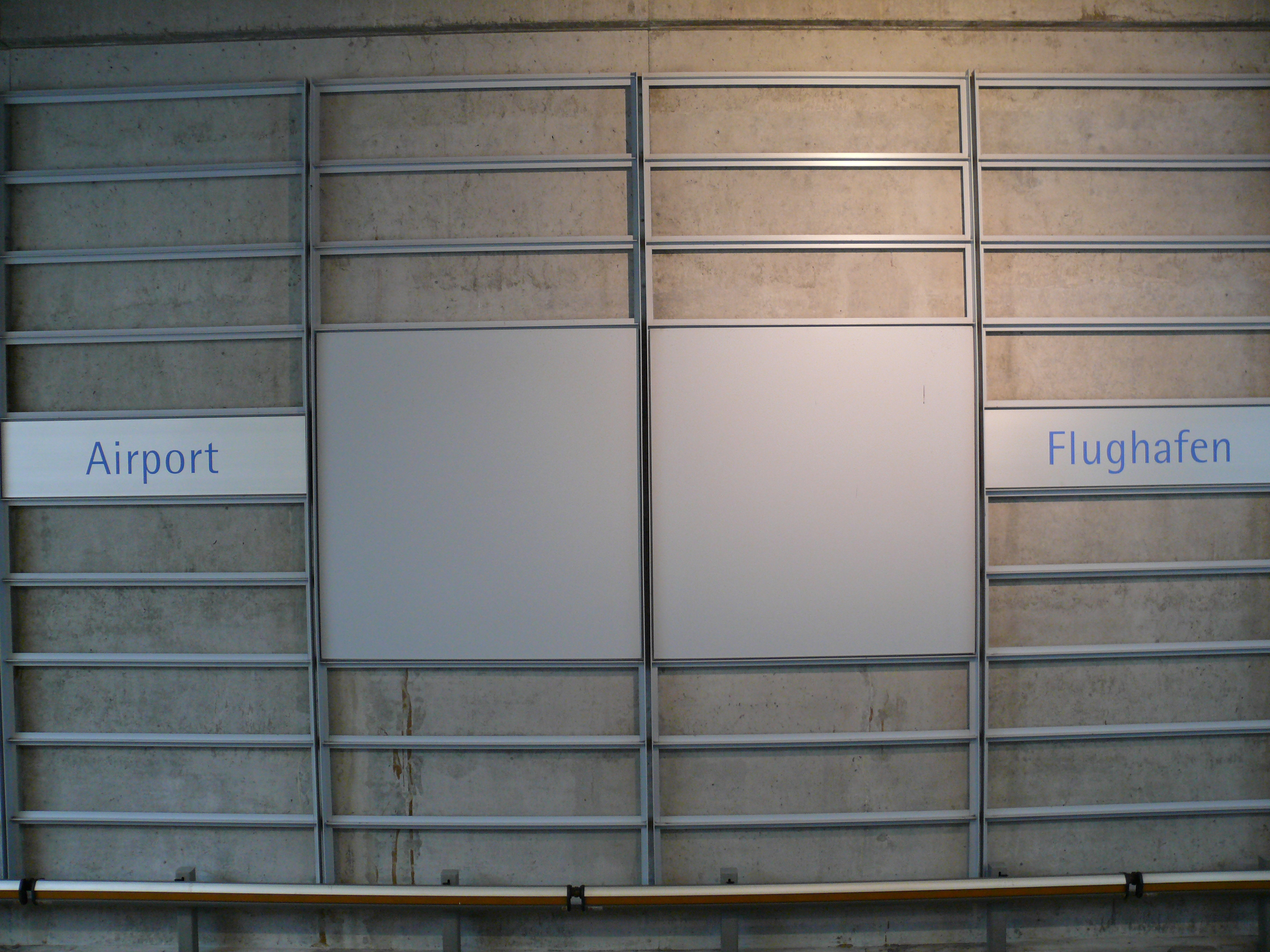
Zweisprachiger Stationsname

Im U-Bahnhof wurden Szenen für das Musikvideo Forever der Tranceformation Dee Dee gedreht. Produziert wurden die Aufnahmen von den Nürnberger AVA Studios unter der Regie von Alexander Diezinger.
Der U-Bahnhof Flughafen ist der einzige im Nürnberger U-Bahn-Netz, dessen Bahnhofsname an den Gleishinterwänden zweisprachig (Flughafen und Airport) angebracht ist.